# ديفينباتش ليه ورث
ديفينباتش ليه ورث (بالفرنسية: Dieffenbach-lès-Wœrth)‏ هي بلدية تقع في إقليم الراين الأسفل من منطقة ألزاس في شمال شرق فرنسا. تبلغ مساحة هذه المدينة 3.61 (كم²)، يبلغ عدد سكانها 351 نسمة حسب إحصاء المعهد الوطني للإحصاء والدراسات الاقتصادية سنة 2009 م. وترأس Alphonse Atzenhoffer البلدية خلال فترة (2001 - 2008).

## وصلات خارجية
- صفحة البلدية على موقع المعهد الوطني للإحصاء والدراسات الاقتصادية